# Ретаргетинг
Ретаргетинг, або ж поведінковий ретаргетинг, ремаркетинг (англ. retargeting «перенацілювання») — рекламний механізм, за допомогою якого онлайн-реклама націлюється на тих користувачів, які вже взаємодіяли з сайтом, мобільним додатком або сторінкою рекламодавця у соціальних мережах. З погляду інтернет-користувачів, ретаргетинг — це показ інтернет-реклами продукту або послуги, до якої вони раніше виявляли цікавість.

## Опис
Згідно з дослідженнями, від 95 до 98% користувачів залишають вебсайт без здійснення покупки. Ретаргетинг допомагає компаніям націлювати рекламу саме на таких користувачів. У найпростішому вигляді під час використання ретаргетингу користувачі бачать рекламу конкретного продукту після того, як вони залишають сайт, де представлений цей продукт. Вважається, що такий підхід ефективніший за рекламну кампанію, спрямовану на «холодну» аудиторію, внаслідок того, що він утримує інтерес користувачів, які наразі цікавляться рекламованим продуктом і вже знайомі з брендом рекламодавця. У разі, коли компанія вже витратила бюджет на залучення користувача до себе на сайт, за допомогою ретаргетингу вона може здійснити комунікацію з тим самим користувачем, але в інший спосіб (банерна, медійна реклама) у нових місцях взаємодії (тематичні сайти, форуми) та з використанням іншого бюджету (наприклад з оплатою за покази CPM ).
Технічно ретаргетинг здійснюється шляхом показу оголошень в рекламних мережах або окремих веб-майданчиках, на яких рекламні агенції закуповують рекламні покази на замовлення своїх клієнтів — рекламодавців.
За даними adroll.com, до моменту перетворення користувача на покупця необхідно щонайменше 7 взаємодій . Ретаргетинг дозволяє продовжити маркетингову комунікацію з користувачем після того, як він залишив сайт рекламодавця та збільшити ймовірність здійснення цим користувачем цільової дії. Така форма купівлі реклами стала тенденцією, що швидко зростає в онлайн-рекламі.

## Види ретаргетингу
Окрім основного виду ретаргетингу – поведінковий ретаргетинг, – існує ряд підвидів.
Пошуковий ретаргетинг дозволяє демонструвати рекламні оголошення на сторінках пошукової видачі тим користувачам, які раніше відвідували сайт рекламодавця. Це текстові оголошення, які таргетуються на ключові слова. 
Персоналізований (динамічний) ретаргетинг дозволяє рекламодавцям показувати свій банер, створений «на льоту», для конкретного користувача на підставі особливостей поведінки в мережі. Наприклад, якщо користувач відвідує сайт рекламодавця і переглядає продукти A, B і C, то надалі цей користувач бачить банери, на яких зображені нещодавно переглянуті ним продукти A, B і C. Для здійснення персоналізованого ретаргетингу можуть бути використані дані про користувача, що зберігаються в базі CRM або Retention CRM рекламодавця. Такий вид ретаргетингу часто використовують провідні digital-агентства в рамках рекламних кампаній, що проводяться ними.
Ремаркетинг для користувачів мобільного додатка дозволяє повторно звертатися до аудиторії, яка вже встановила та певним чином взаємодіяла із додатком. Функція доступна в Google AdWords. Наприклад, рекламу можна налаштувати на тих користувачів, які запускали (або не запускали) застосунок у певний період або виконали певні дії – додали товар до кошика, дійшли до 10 рівня у грі тощо.
Відеоремаркетинг демонструє користувачеві відеоролик або серію відеороликів, якщо він раніше взаємодіяв із сайтом, програмою, Youtube-каналом або сторінками в соціальних мережах рекламодавця. Одними з найбільших майданчиків для відеоремаркетингу є YouTube, Facebook.

## Технічна реалізація
На сайті рекламодавця встановлюють спеціальний фрагмент коду (спеціальну картинку розміром 1 піксель), який спрацьовує на певні дії користувача (відвідування сайту, перегляд інформації про товар, реєстрація тощо). Цей код зберігає ідентифікатор користувача в cookie браузера, або передає інформацію сторонньому сервісу, наприклад, соціальній мережі, в якій користувач зареєстрований. Далі ця інформація використовується на інших сайтах для показу індивідуальних рекламних банерів або продовження відстеження. Також цей код може зберігати ідентифікатор користувача до списку ретаргетингу, який знаходиться в базі даних платформи, що надає функцію ретаргетингу. Щоразу, коли такий користувач відвідує вебмайданчики, на яких здійснюється показ банерів із мереж, що підтримуються платформою, код банера зчитує його куки і на основі ідентифікатора користувача надає йому рекламу, що таргетує. Це може бути персональна реклама, згенерована для цього користувача, або для цієї категорії користувачів.
Зазвичай вебмайданчики не співпрацюють безпосередньо з рекламодавцями. Майданчики надають свої рекламні місця шляхом участі у рекламних мережах чи біржах банерної реклами . Весь механізм обробки рекламного показу відбувається на стороні платформи рекламної мережі чи біржі.
Великі соціальні мережі активно використовують механізм ретаргетингу та пропонують рекламодавцям інструменти щодо його використання, наприклад, для відстеження дій користувачів та показу їм індивідуальної реклами.

## Проблеми та недоліки ретаргетингу, критика ретаргетингу
Попри свої переваги, ретаргетинг має і низку проблем. Деякі користувачі Інтернету не люблять, коли їх переслідує та сама реклама. А деякі рекламні продукти можуть викликати негативні емоції, комплекси. Наприклад, блогер місіс Метлін відчувала себе все ще повною, постійно натрапляючи на рекламу послуги схуднення, якою вона раніше користувалася.
Майк Моран, автор книги з інтернет-маркетингу "Do It Wrong Quickly", описав проблему неузгодження онлайн- і офлайн-покупок . Покупець починає купувати онлайн, заходить на сайт продавця і тут у нього можуть виникнути будь-які питання. Він дзвонить у магазин, щоб запитати, і завершує своє замовлення вже офлайн. Якщо система не може відстежувати офлайн-купівлі та узгодити з онлайн-активністю користувача, то вона починає рекламувати користувачеві в банерних мережах або електронних повідомленнях товар, який він уже купив.
Згідно з дослідженням, проведеним Катерін Такер, професором Школи управління Слоуна при Массачусетському технологічному інституті, і Ані Ламбрехт, професором Лондонської школи бізнесу, персоналізована реклама не лише не веде до конверсії, але швидше за все буде проігнорована. За словами Такер, така конкретизована реклама ефективна лише тоді, коли споживач близький до здійснення покупки.
За словами співробітниці онлайн-магазину Zappos.com місіс Магнес, деякі користувачі можуть відчувати стрес через відчуття, що за ними хтось стежить у міру того, як вони переходять із сайту на сайт. Для заспокоєння таких користувачів Zappos розміщує на своїх банерах повідомлення: «Чому я бачу цю рекламу?», натиснувши на яке, користувачі можуть отримати пояснення того, що відбувається.
Джефф Честер, захисник права недоторканності приватного життя та виконавчий директор Центру цифрової демократії у Вашингтоні, стверджує, що ретаргетинг — це комерційна система контролю, яка набуває все більшого охоплення і викликає правові питання щодо недоторканності приватного життя та громадянських свобод.

## Розповсюдження
Технологію ретаргетингу підтримують чимало великихбанерних мереж . Приклади реклами, згенерованої за допомогою ретаргетингу, можна побачити на таких сайтах, якYouTube, Facebook, Instagram, сайтах і сервісах, що входять у контекстну медійну мережу Google тощо.